# Fractonimbus
Fractonimbus – chmura deszczowa, potargana przez wiatr na strzępy